# Renegade (песня Big Red Machine)
«Renegade»  — песня американской инди-фолк-группы Big Red Machine (Аарон Десснер и Джастин Вернон), записанная при участии певицы Тейлор Свифт и вышедшая 2 июля 2021 года в качестве третьего сингла со второго студийного альбома группы How Long Do You Think It’s Gonna Last? (2021).
В музыкальном плане «Renegade» сочетает в себе инди-поп, инди-фолк и альтернативный рок. Песня была написана Свифт и Аароном Десснером, который также выступил как продюсер. Также Свифт исполнила главную вокальную партию, которую дополнил бэк-вокал Джастина Вернона. В песне описывается влияние страхов и проблем с психическим здоровьем на личные отношения: героиня разочаровывается в своём эмоционально сильном партнёре, пытается противостоять ему и помочь в преодолении личных проблем. Музыкальные критики высоко оценили песню, отметив её актуальный текст и музыкальную составляющую.
Сингл стал первым появлением Big Red Machine в хит-парадах Австралии, Канады, Ирландии, Новой Зеландии, Великобритании и США. Также песня вошла в первые десятки чартов UK Independent Singles и Hot Rock & Alternative Songs.

## История
В 2020 году Тейлор Свифт сотрудничала с Аароном Десснером, гитаристом американской инди-рок-группы The National, и Джастином Верноном, вокалистом Bon Iver, когда работала над своими восьмым и девятым студийными альбомами — Folklore и Evermore. В интервью журналу Rolling Stone в декабре того же года Десснер сказал, что Свифт написала песни для предстоящего проекта Big Red Machine, супергруппы, состоящей из Десснера и Вернона, однако две из этих песен, «Dorothea» и «Closure», вместо этого появились в трек-листе Evermore. Кроме того Десснер спродюсировал два трека для перезаписи Fearless (Taylor’s Version) Свифт в 2021 году. В марте 2021 года Свифт записала вокал к «Renegade» и «Birch» для Big Red Machine в своей домашней студии Kitty Committee в Лос-Анджелесе,, после чего Вернон добавил партии бэк-вокал в своей студии April Base.
13 апреля 2021 года Вернон анонсировал новый музыкальный материал, поделившись в своём аккаунте Instagram коротким отрывком из предстоящего коллаборации со Свифт, добавив: «Это потрясающий трек Тейлор. Я думаю, это должен быть сингл». 27 июня 2021 года в социальных сетях Big Red Machine был опубликован тизер предстоящих релизов. На нём были изображены видео Вернона и Десснера и кадры сочинений Свифт. 29 июня 2021 года группа представила свой второй студийный альбом How Long Do You Think It’s Gonna Last?, дату его выпуска, обложку и трек-лист; «Birch» и «Renegade» заняли четвёртое и пятое место в списке композиций соответственно. «Latter Days» с участием Анаис Митчелл был выпущен в качестве лид-сингла в тот же день, а на следующий день был выпущен «The Ghost of Cincinnati». «Renegade» был утверждён следующим синглом 2 июля 2021 года для выпуска на американском радио Adult Album Alternative в тот же день. Ещё один тизер был размещён в социальных сетях группы 1 июля 2021 года: 14-секундный фрагмент с вокалом Свифт, со ссылкой на видео на YouTube, премьера которого состоялась в полночь. Лирик-видео для «Renegade» снял режиссёр Майкл Браун. «Renegade» также был добавлен в ротацию радиостанций формата adult contemporary с 12 июля 2021 года.

## Композиция и текст
Песня была написана Аароном Десснером и Тейлор Свифт. Свифт исполнила главную вокальную партию в «Renegade», а Вернон — партию бэк-вокала; Брюс Десснер и Джейсон Трьютинг были ответственны за оркестровую аранжировку и ударные соответственно. Десснер заявил, что он был эмоционально потрясён, когда впервые услышал рассказ Свифт о том, «как тревога и страх мешают любить кого-то или создают неспособность кого-то любить». «Renegade» выражает эту эмоцию «довольно экспериментальным саундом». Песня описывалась обозревателями как оптимистичная альтернативная инди-, инди-поп-, инди-фолк- и фолк-поп-песня. со струнными Брюса Десснера и ударными Джейсон Трьютинг.
Вокал Свифт перемежается аккордами «нежной» акустической гитары и «скользящих» звуков синтезатора. Песня заканчивается многослойными гармониями Свифт и Вернона. В «Renegade» героиня описывает, как тревога и страх являются препятствиями для любви к своему партнеру. Песня с вопросом «Будет ли это бесчувственно с моей стороны сказать: „Разберись со своим дерьмом, чтобы я могла любить тебя?“» остаётся с неопределённым результатом. «Renegade» исполняется в тональности до мажор и имеет темп 168 ударов в минуту. Вокал Свифт варьируется от E3 до G4.

## Отзывы
Песня получила позитивные отзывы музыкальных критиков и интернет-изданий. Критик журнала Spin Джош Чеслер назвал «Renegade» инди-поп-хитом. Лорен Хафф из Entertainment Weekly, вторя ему, назвала трек навязчивой мелодией. Джонатан Коэн из Variety сказал, что песня представляет собой продолжение последней работы Свифт с Десснером в более «музыкально смелом ключе», задевая «за живое своими куплетами». Робин Мюррей из журнала Clash, назвал песню «любовной мелодрамой» с «пронзительным» текстом. Нина Коркоран из Consequence написала, что «Renegade» — это «фолк-поп-хит», слова которого являются «будущей классикой» Свифт. Мэри Сироки из того же издания сказала, что в центре внимания песни «кто-то, кто отказывается впустить любовь», а сам текст о том, «сколько раз можно отворачиваться от человека, терпеливо ожидая, пока объект его привязанности поймёт, что это нормально — просить о помощи, а иногда и о прощении». Сироки также похвалила выбор слов и правдивость текста песни Свифт.
Стивен Томпсон из NPR Music заявил, что Свифт в песне «рассматривает отношения, которые стали более токсичными и тяжкими, чем ожидалось». Он пришёл к выводу, что «Renegade» звучит как песня Свифт с участием Big Red Machine, а не группа с её участием. Девон Айви из Vulture оценила «запоминающиеся» куплеты песни. Рок-критик Pitchfork Куинн Морелэнд сказал, что «Renegade» сочетает в себе «вдумчивые» тексты песен Свифт 2020 года с «исследовательским ландшафтом» Десснера и Вернона, и обнаружил, что отношения, описанные в песне, как «клаустрофобные и запутанные в боязни дойти до точки взаимного разрушения», наполненные «разочарованием и нерешительностью» на фоне «яркой и тёплой» композиции. Морленд также отметил «дуэльные» гармонии Вернона и Свифт.
Саванна Робертс из Capital FM написала, что «Renegade» описывает влияние проблем психического здоровья на «многообещающие» отношения, и сравнила его лирический стиль с более старыми песнями Свифт, такими как «Call It What You Want» (2017) и «The Archer» (2019). Татьяна Тенрейро в рецензии на сайте The A.V. Club восхитилась инди-направлением последних работ Свифт и отметила, что «Renegade» не содержит «гиперспецифических деталей» её альбомов 2020 года, а это «более интересный трек, который звучит правдоподобно для всех, кто был с неадекватным партнёром». Джон Парелес из The New York Times высоко оценил «мелодичность и индивидуальность» Свифт, её резкие и «симметричные» фразы, а также детали постановки Десснера, такие как «многослойные непрерывные дроны, завитки звуков электрической и акустической гитары» и «далёкий» бэк-вокал Вернона.
В 2022 году журнал Billboard включил «Renegade» под № 9 в список лучших коллабораций Тейлор Свифт в её карьере.

## Коммерческий успех
Сингл «Renegade» стал для группы Big Red Machine их первым появлением в нескольких чартах по всему миру. В США песня заняла 7-е место в хит-параде Billboard Alternative Songs от 17 июля 2021 года, впервые представив в нём группу Big Red Machine и стала 18-м появлением в этом чарте Свифт. Кроме того, он дебютировал под номером один в хит-параде Billboard Alternative Digital Songs Sales, став в нём четвёртой песней Свифт под номером один. Кроме того, песня заняла девятое место в чарте Hot Rock & Alternative Songs, 12-е в Alternative Streaming Songs и 73-е в основном американском хит-параде Hot 100. Благодаря трёхдневной трансляции на радио, песня заняла 34-е место в Billboard Adult Pop Songs.

## Участники записи
По данным Variety и YouTube.
- Тейлор Свифт — вокал, текст
- Аарон Десснер — продюсер[6], текст, драм-машина, фортепиано, меллотрон, бас-гитара, акустическая гитара, электрогитара
- Джастин Вернон — вокал[4], электрогитара, дополнительный продюсер
- Брюс Десснер — оркестровая аранжировка
- Джейсон Трьютинг — ударные
- Джонатан Лоу — звукоинженер, продюсер

## Чарты
| Чарт (2021)                                      | Высшая позиция |
| ------------------------------------------------ | -------------- |
| Австралия (ARIA)                                 | 70             |
| Великобритания (UK Singles Chart)                | 73             |
| Великобритания (UK Indie Chart)                  | 9              |
| Ирландия (IRMA)                                  | 53             |
| Канада (Billboard Canadian Hot 100)              | 58             |
| Мир (Billboard Global 200)                       | 96             |
| Новая Зеландия (RMNZ)                            | 3              |
| США (Billboard Hot 100)                          | 73             |
| США (Billboard Adult Contemporary)               | 20             |
| США (Billboard Adult Top 40)                     | 14             |
| США (Billboard Hot Rock & Alternative Songs)     | 9              |
| США (Alternative Digital Songs Sales, Billboard) | 1              |
| США (Digital Songs Sales, Billboard)             | 8              |
| США (Rolling Stone Top 100)                      | 90             |

| Чарт (2021)                                   | Позиция |
| --------------------------------------------- | ------- |
| США (Hot Rock & Alternative Songs, Billboard) | 64      |

## История релиза
| Регион | Дата         | Формат                   | Лейбл                                    | Ссылка |
| ------ | ------------ | ------------------------ | ---------------------------------------- | ------ |
| США    | 2 июля 2021  | Adult Album Alternative  | 37D03D Jagjaguwar [англ.]                | [ 12 ] |
| США    | 12 июля 2021 | Adult contemporary radio | Secretly Group [англ.] Jagjaguwar 37D03D | [ 15 ] |
| США    | 13 июля 2021 | Contemporary hit radio   | Secretly Group [англ.] Jagjaguwar 37D03D | [ 54 ] |